# Ivan Stretovich
Ivan Stretovich est un gymnaste artistique russe né le 6 octobre 1996 à Novossibirsk. Il a remporté avec Denis Ablyazin, David Beliavski, Mykola Kuksenkov et Nikita Nagornyy la médaille d'argent du concours par équipes aux Jeux olympiques d'été de 2016 à Rio de Janeiro.

## Biographie
Ivan Alekseevich stretovich est né le 6 octobre 1996 à Novossibirsk. Il a commencé à faire de la gymnastique à l'âge de 6 ans. Il s'entraîne à Novossibirsk, joue pour le CSKA Moscou.

### Carrière Junior
En 2010, il remporte trois victoires (contre-la-montre par équipes, contre-la-montre par équipes, contre-la-montre par équipes) et est médaillé d'argent en individuel et double médaillé de bronze (contre-la-montre par équipes) au championnat de Russie (dans les compétitions du programme KMS).
En 2012, lors du championnat de Russie (KMS), il est devenu trois fois vainqueur (en individuel tout autour, par équipe tout autour, l'exercice sur le cheval) et quatre fois médaillé d'argent (sur la barre transversale, exercices libres, barres, anneaux), ainsi Ivan a remporté des médailles dans chaque discipline et, à l'issue du championnat, il a été sélectionné dans l'équipe Aux championnats d'Europe en France, il remporte la médaille d'argent par équipes, tout en étant le plus jeune membre de l'équipe.
En 2013, il remporte le championnat de Russie (KMS) en individuel et des exercices sur les anneaux. Lors du Festival olympique européen de la jeunesse, il remporte l'exercice sur les barres parallèles, ainsi que l'argent dans le tout-rond par équipe et les médailles de bronze dans le tout-rond individuel et l'exercice sur les anneaux.

### Carrière adulte
En 2014, il participe à la coupe du monde par équipes où l'équipe de Russie (Ivan stretovich, Nikita Ignatiev, Daniil kazachkov, David belyavsky, Denis Ablyazin et Nikolai Kuksenkov) a pris la 5e place de la finale. Lors de la finale du tournoi par équipes, Ivan n'a joué qu'à cheval, avec 14.800 points.
En 2015, il a également participé aux championnats du monde de Glasgow et a terminé 4e du championnat par équipe.
Le 8 août 2016, avec Nikita Nagorny, David belyavsky, Denis Ablyazin et Nikolai Kuksenkov, il remporte la médaille d'argent des jeux XXXI des jeux olympiques de Rio de Janeiro par équipes.
Le 9 janvier 2024, il annonce la fin de sa carrière sportive.

#### Position politique
En mars 2022, lors de l'invasion russe de l'Ukraine, Ivan Stretovich a publié une image en stories sur Instagram  du symbole militaire « Z » couramment utilisé par les forces d'invasion russes en Ukraine.

## Vie privée
Le 20 mai 2024, Ivan stretovich est décédé de sa grand-mère et son fils est décédé lors de l'accouchement.

## Récompenses
- Médaille de l'ordre «pour le mérite de la patrie " du premier degré (25 août 2016 de l'année) - pour les hautes réalisations sportives aux jeux de la XXXI Olympiade 2016 de l'année à Rio de Janeiro (Brésil), la volonté de gagner et la détermination manifestée[5].